# Тётя
Тётка (разговорный вариант — тётя) — сестра отца или матери, а также жена дяди.
Другими словами, тётка (тётя) — женщина по отношению к детям своего брата или сестры, а также к детям брата или сестры своего мужа. По кормчей книге: тётка малая, сестра отца или матери; тётка великая, сестра деда или бабки, внучатная тётка. Двоюродная тётка, двоюродная сестра отца или матери. Жена уя, тётка по свойству́ — Уйка, вуйка. .
Обратное отношение — племянник и племянница, то есть если женщина приходится кому-то тётей, то те, в свою очередь, приходятся ей племянниками и племянницами.
Когда хотят подчеркнуть родственную связь, то обычно делают уточнение типа: «моя родная тётка». Это говорит о том, что женщина, приходящаяся тёткой, является или сестрой отца, или сестрой матери, что исключает жену дяди. Это справедливо и в отношении более дальнего родства «моя двоюродная» и «моя троюродная тётя». Когда же хотят подчеркнуть, что тётя — жена дяди, делают уточнение «тётка по мужу».
В старину сестру деда или бабушки называли «великая тётя» или «внучатая тётя», хотя понятней её будет назвать двоюродной бабкой. Обратное отношение здесь будет — внучатый племянник и внучатая племянница. Также тётка по линии отца и матери имела разные названия. Стрыя (стрия, стрыня, стрыйна) — тётка по отцу (сестра отца). Вуйна — тётка по матери (сестра матери).

## Употребление
В различных краях (землях) Руси (России) сестра отца или матери звалась: Новгородчина — те́тушка, Псковщина — те́тька, —ся, Южная Россия — тетю́ха, Орловщина — те́цка, и так далее.
Тётушка (ласкательное от «тётя») употребляется чаще в разговорной речи, чтобы передать доброе, хорошее отношение к ней. Например, «Передавайте привет тётушке Зинаиде…». «Тётушка» отличается от слова «тётенька», которое хотя и является формально также ласкательным от «тётя», чаще используется в разговорной речи детьми или как обращение к старшей по возрасту женщине. Примеры: «Тётенька, отпустите меня, тётенька…», «Приходила незнакомая тётенька, спрашивала маму…».
Другое значение слова «тётя» («тётка») (простонародное, шутливое или используемое в детской речи) — взрослая женщина. Например, «Маме звонила какая-то тётя», «Уселись тётки на лавочке».
В повести «Каштанка» А. П. Чехова «Тёткой» клоун назвал маленькую собачку, найденную на улице и взятую им в цирковой номер. Настоящая кличка собачки была Каштанка.